# Thalassoma ascensionis
Thalassoma ascensionis is een  straalvinnige vissensoort uit de familie van lipvissen (Labridae). De wetenschappelijke naam van de soort is voor het eerst geldig gepubliceerd in 1834 door Quoy & Gaimard.
De soort staat op de Rode Lijst van de IUCN als Onzeker, beoordelingsjaar 2009.
Thalassoma ascensionis wordt soms verward met de nauw verwante soorten Thalassoma newtoni en Thalassoma pavo.